# Synema pusillum
Synema pusillum là một loài nhện trong họ Thomisidae.
Loài này thuộc chi Synema. Synema pusillum được Lodovico di Caporiacco miêu tả năm 1955.